# 2-Oksoglutarat/L-arginin monooksigenaza/dekarboksilaza (formira sukcinat)
2-oksoglutarat/-arginin monooksigenaza/dekarboksilaza (formira sukcinat) (EC 1.14.11.34, etilen-formirajući enzim, EFE) je enzim sa sistematskim imenom L-arginin,2-oksoglutarat:kiseonik oksidoreduktaza (formira sukcinat). Ovaj enzim katalizuje sledeću hemijsku reakciju
2-oksoglutarat + -arginin + O2 {\displaystyle \rightleftharpoons } sukcinat + 2 + guanidin + ()-1-pirolidin-5-karboksilat +2O (sveukupna reakcija)
(1a) 2-oksoglutarat + -arginin + O2 {\displaystyle \rightleftharpoons } sukcinat + 2 + L-hidroksiarginin
(1b) -hidroksiarginin {\displaystyle \rightleftharpoons } guanidin + ()-1-pirolidin-5-karboksilat +2O
Ovo je jedna od dve simultane reakcije katalizovane ovim enzimom, koji je odgovoran za produkciju etilena kod bakterija iz Pseudomonas syringae grupe.

## Literatura
- Nicholas C. Price; Lewis Stevens (1999). Fundamentals of Enzymology: The Cell and Molecular Biology of Catalytic Proteins (Third изд.). USA: Oxford University Press. ISBN 019850229X.
- Eric J. Toone (2006). Advances in Enzymology and Related Areas of Molecular Biology, Protein Evolution (Volume 75 изд.). Wiley-Interscience. ISBN 0471205036.
- Branden C; Tooze J. Introduction to Protein Structure. New York, NY: Garland Publishing. ISBN 0-8153-2305-0.
- Irwin H. Segel. Enzyme Kinetics: Behavior and Analysis of Rapid Equilibrium and Steady-State Enzyme Systems (Book 44 изд.). Wiley Classics Library. ISBN 0471303097.
- William P. Jencks (1987). Catalysis in Chemistry and Enzymology. Dover Publications. ISBN 0486654605.

## Spoljašnje veze
- 2-oxoglutarate/L-arginine+monooxygenase/decarboxylase+(succinate-forming) на 